# Стыд и срам (альбом)
«Стыд и срам» — четвёртый и последний студийный альбом советской поэтессы Янки Дягилевой, созданный оставшимися членами её группы и Анной Волковой в июне 1991 года в ГрОб-студии.
Базовым материалом послужили последние песни Янки, записанные в акустическом варианте Игорем Красновым в сентябре 1990 года в Новосибирске, а также отдельные, так и никуда не вошедшие треки, записанные в разное время в Омске и Новосибирске. Всё электрическое сопровождение сыграно и записано вживую.

## Участники записи
- Янка Дягилева — вокал, гитара;
- Сергей Зеленский — бас, гитара;
- Игорь Жевтун — гитара («Придёт вода»);
- Аркадий Климкин — ударные;
- Егор Летов — гитара, басс;
- Константин Рябинов — электроорган («Придёт вода»);
- Анна Волкова — вокал («Нюркина песня»).

## Список композиций
| №                   | Название              | Длительность |
| ------------------- | --------------------- | ------------ |
| 1.                  | «Выше ноги от земли»  | 4:55         |
| 2.                  | «Так»                 | 0:19         |
| 3.                  | «Столетний дождь»     | 2:41         |
| 4.                  | «На дороге пятак»     | 4:25         |
| 5.                  | «Песенка про паучков» | 2:49         |
| 6.                  | «Про чёртиков»        | 4:42         |
| 7.                  | «Нюркина песня»       | 4:11         |
| 8.                  | «Так (Демо)»          | 0:34         |
| 9.                  | «Придёт вода»         | 7:13         |
| Общая длительность: | Общая длительность:   | 38:49        |

## Признание
Альбом занят 90-е место в списке «100 лучших постсоветских альбомов», составленном журналом «Афиша».
Важный реликт сибирского панка. Последний и, вероятно, главный альбом сподвижницы Егора Летова — чувство мелодии без ошибок и укоризны встречает русскую боль, кручину и мрак. Альбом вышел после смерти певицы — это в явочном порядке добавляет записи драматизма.